# Kőfrinkfalva
Kőfrinkfalva (románul: Frâncenii de Piatră) település Romániában, Szilágy megyében.

## Fekvése
Nagyilondától keletre, Kisborszó, Szamossósmező és Nagyilonda közt fekvő település.

## Története
Kőfrinkfalva nevét 1592-ben említették először az oklevelek Frinkfalva néven.
1597-ben Fringfalwa, 1789-ben Kőfrinkfalva néven írták.
A település Kővár tartozéka, mivel 1567-ben Kővár tartozékainak felsorolásánél még nem szerepelt neve, tehát 1567-1592, vagy 1571-1592 közt keletkezhetett, mivel ez a vidék 1571-ben Kővár várához csatlakozott.
A település alapítója a Frank család volt, melynek egyik tagja Frank Péter 1592-ben Frinkfalva kenéze volt.
Frinkfalva 1597-ben Báthory Zsigmond fejedelem birtokai közé tartozott.
1614-ben alsómezei erdélyi császári biztosok Frinkfalvát új adományba adják a sómezei Vajda családnak.
1673-ban Sómezei Vajda Balázs Márián és Vajda Balázs Tódor, 1771-ben Csákói György és a vajdák birtoka.
1898-ban nagyobb birtokosai Barbul János, Kriszte János és Vajda Demeter részben öröklés és vásárlás útján.
1891-ben 218 lakosából 5 római katolikus, 203 görögkatolikus, 2 református, 8 izraelita volt.
1910-ben 235 lakosa volt, ebből 8 német, 226 román, ebből 224 görögkatolikus, 3 görögkeleti ortodox, 8 izraelita.
A 20. század elején Szolnok-Doboka vármegye Nagyilondai járásához tartozott.

## Nevezetességek
- Görögkatolikus kőtemplomát – Mihály és Gábor őrangyalok tiszteletére szentelték fel 1825-ben.